# Capture One
 (décembre 2023).
La mise en forme du texte ne suit pas les recommandations de Wikipédia : il faut le « wikifier ».
Les points d'amélioration suivants sont les cas les plus fréquents. Le détail des points à revoir est peut-être précisé sur la page de discussion.
- Les titres sont pré-formatés par le logiciel. Ils ne sont ni en capitales, ni en gras.
- Le texte ne doit pas être écrit en capitales (les noms de famille non plus), ni en gras, ni en italique, ni en « petit »…
- Le gras n'est utilisé que pour surligner le titre de l'article dans l'introduction, une seule fois.
- L'italique est rarement utilisé : mots en langue étrangère, titres d'œuvres, noms de bateaux, etc.
- Les citations ne sont pas en italique mais en corps de texte normal. Elles sont entourées par des guillemets français : « et ».
- Les listes à puces sont à éviter, des paragraphes rédigés étant largement préférés. Les tableaux sont à réserver à la présentation de données structurées (résultats, etc.).
- Les appels de note de bas de page (petits chiffres en exposant, introduits par l'outil «  Source ») sont à placer entre la fin de phrase et le point final[comme ça].
- Les liens internes (vers d'autres articles de Wikipédia) sont à choisir avec parcimonie. Créez des liens vers des articles approfondissant le sujet. Les termes génériques sans rapport avec le sujet sont à éviter, ainsi que les répétitions de liens vers un même terme.
- Les liens externes sont à placer uniquement dans une section « Liens externes », à la fin de l'article. Ces liens sont à choisir avec parcimonie suivant les règles définies. Si un lien sert de source à l'article, son insertion dans le texte est à faire par les notes de bas de page.
- La présentation des références doit suivre les conventions bibliographiques. Il est recommandé d'utiliser les modèles {{Ouvrage}}, {{Chapitre}}, {{Article}}, {{Lien web}} et/ou {{Bibliographie}}. Le mode d'édition visuel peut mettre en forme automatiquement les références.
- Insérer une infobox (cadre d'informations à droite) n'est pas obligatoire pour parachever la mise en page.

Pour une aide détaillée, merci de consulter Aide:Wikification.
Si vous pensez que ces points ont été résolus, vous pouvez retirer ce bandeau et améliorer la mise en forme d'un autre article.
Capture One (également connu sous le nom de Capture One Pro) est une suite logicielle pour la photographie. Celle-ci comprend une prise en charge personnalisée des fichiers RAW de plus de 700 appareils photo et une prise en charge du « tethering » (contrôle à distance de l'appareil photo via USB, câble réseau ou Wifi) pour plus de 200 appareils. Initialement produit par le fabricant d'appareils photo Phase One, le département logiciel a été scindé en une seule société, appelée Capture One A/S, en 2019. Les deux sociétés sont détenues majoritairement par la société de capital-investissement Axcel.

## Description
Capture One propose Capture One Pro pour ordinateur, un outil permettant de capturer, d'éditer, de cataloguer et de traiter des fichiers RAW. Capture One fonctionne avec les fichiers RAW de nombreux appareils, ainsi qu'avec les fichiers TIFF, PSD, JPEG et DNG.
En 2022, Capture One a lancé son application iPad avec des outils essentiels pour la retouche sur le terrain, ainsi que Capture One Live, une plateforme collaborative basée sur le cloud pour obtenir un retour d'informations en temps réel. En 2023, Capture One a également été lancé pour iOS, compatible avec iOS 15 et les versions plus récentes.
Le logiciel est disponible sur ordinateur par l'achat d'une licence ou par abonnement. Sur mobile, il n'est disponible que par abonnement. Un forfait plus élevé permet d'avoir à la fois la version ordinateur et la version mobile.
Capture One permet d'exporter une image en cours de traitement vers un autre logiciel puis de la réimporter pour terminer le traitement. Il comporte également des plugins développés par des éditeurs tiers comme Smugmug, Cyme.io  ou encore frame.io

## Historique
En novembre 2002, l'entreprise danoise Phase One, connue pour ses produits haut de gamme dans le domaine de la photographie, publie le logiciel Capture One DSLR sur Windows XP, compatible uniquement avec les appareils Canon. En 2003, l'entreprise crée la marque Capture One, le logiciel est désormais utilisable sur Mac OS X et est compatible avec d'autres appareils comme ceux de la marque Nikon,,,. Le logiciel Capture One trouve ses débuts dans la conversion de fichiers RAW. Aujourd'hui c'est un logiciel qui est en competition frontale avec Adobe Lightroom et qui est particulièrement apprécié pour son workflow de photos en studio.